# European Network for Training and Research in Electrical Engineering
 (juin 2017).
Si vous disposez d'ouvrages ou d'articles de référence ou si vous connaissez des sites web de qualité traitant du thème abordé ici, merci de compléter l'article en donnant les références utiles à sa vérifiabilité et en les liant à la section « Notes et références ».

Le réseau ENTREE (European Network for Training and Research in Electrical Engineering) rassemble 18 grandes écoles et universités européennes couvrant quasiment tous les états membres de l’Union européenne et de l’Association européenne de libre-échange  (AELE) dans le domaine du génie électronique[réf. nécessaire].

## Historique
Le réseau a été créé à l’initiative de l’ESIEE Paris qui en est le coordinateur.
Le principal objectif de ce réseau est de donner au futur ingénieur un haut niveau technique ainsi qu’une dimension et une expérience triculturelle.
Au cours de ce programme, l’étudiant doit passer deux semestres dans deux des établissements du réseau ENTREE : 
- Le premier semestre se déroule pendant la première année de master. Il se compose de cours et de la conduite d’un projet dans le domaine de sa filière.
- Le second semestre s'effectue durant la deuxième année de master. Il correspond à la réalisation d'un projet de fin d’études et à la préparation d'un mémoire.

## Membres
Les 18 grandes écoles et universités européennes membres du réseau :
- Chalmers Lindholmen University College
- Université d'Aalborg
- Université Heriot-Watt, Université Brunel
- Université de technologie de Delft
- Université libre de Bruxelles
- Université technique de Dresde, Institut de technologie de Karlsruhe (TH)
- École supérieure d'ingénieurs en électronique et électrotechnique d'Amiens, ESIEE Engineering, Institut méditerranéen de technologie
- École polytechnique fédérale de Lausanne
- Université des technologies de Brno
- Université polytechnique nationale d'Athènes
- École polytechnique de Milan, École polytechnique de Turin
- Université pontificale de Comillas, Université de Valladolid.